# Kim Soo-Whan
Kim Soo-Whan (en coreano: 김수완; Mokpo, 8 de junio de 1988) es un deportista surcoreano que compitió en judo. Ganó una medalla de oro en los Juegos Asiáticos de 2010, y dos medallas de oro en el Campeonato Asiático de Judo de 2009.

## Palmarés internacional
| Juegos Asiáticos    | Juegos Asiáticos | Juegos Asiáticos | Juegos Asiáticos |
| Año                 | Lugar            | Medalla          | Categoría        |
| ------------------- | ---------------- | ---------------- | ---------------- |
| 2010                | Cantón (China)   | Medalla de oro   | +100 kg          |
| Campeonato Asiático |                  |                  |                  |
| Año                 | Lugar            | Medalla          | Categoría        |
| 2009                | Taipéi (Taiwán)  | Medalla de oro   | +100 kg          |
| 2009                | Taipéi (Taiwán)  | Medalla de oro   | Abierta          |